# Aljoscha Schmidt
Aljoscha Schmidt (* 26. Juni 1984 in Fritzlar) ist ein deutscher Handballspieler und Handballtrainer. 

## Leben
Im Wetzlarer Stadtteil Dutenhofen aufgewachsen, begann Aljoscha Schmidt bei der HSG D/M Wetzlar mit dem Handballspiel, wo er 2002 auch in der ersten Mannschaft debütierte. Ab dem 8. Dezember 2003 besaß Schmidt zudem ein Zweitspielrecht bei dem Zweitligisten SG Achim/Baden. Mit den Männern aus der Region Bremen stieg er zwar 2004 gleich wieder in die Regionalliga ab, sein Doppelspielrecht blieb aber vorerst bestehen. 2006 stieg er mit Achim/Baden wieder in die zweite Bundesliga auf und verließ Wetzlar endgültig.
In der Zweitliga-Saison 2006/07 schaffte Achim den Klassenerhalt, und Schmidt war dabei mit 246 Toren in 34 Spielen der drittbeste Torschütze der Liga. Danach wechselt er zum Erstliga-Aufsteiger TUSEM Essen. Nach dem Insolvenz-Antrag von TUSEM Essen wechselte er im November 2008 zum Bundesligaverein GWD Minden. Nach der Saison 2009/10 stieg er mit Minden in die 2. Bundesliga ab, schaffte aber 2012 den Wiederaufstieg. Im April 2015 zog er sich beim Training eine schwere Schulterverletzung zu, die schließlich sein Karriereende als Spieler bedeutete. Ab 2016 bis Februar 2018 trainierte er den hessischen Landesligisten HSG Lollar/Ruttershausen.
In der Saison 2018/19 lief Schmidt für den Landesligisten TG Friedberg auf, bei dem er zusätzlich als Co-Trainer tätig war.
Zur Saison 2023/24 schloss sich Schmidt der vierten Mannschaft seines Heimatvereins HSG Dutenhofen/Münchholzhausen an.

## Privat
Schmidt hat drei Kinder.